# Brenda Fruhvirtová
Brenda Fruhvirtová (født 2. april 2007) er en professionel tennisspiller fra Tjekkiet.